# Elfie Caroline Huntingtonová
Elfie Caroline Huntingtonová (nepřechýleně Elfie Caroline Huntington; (27. prosince 1868 – 24. července 1949) byla americká fotografka ze Springville v Utahu. Byla hluchá v důsledku dětské šarlatové horečky a fotografování se začala věnovat ve 24 letech jako učeň George Edwarda Andersona. S dalším učedníkem Josephem Danielem Bagleym založila úspěšné fotografické studio ve Springville; také spolu cestovali po Utahu a fotografovali. Huntingtonová byla známá fotografováním každodenních událostí, ale i temných a vtipných fotografií.

## Mládí
Elfie Caroline Huntingtonová se narodila v prosinci 1868 ve Springville v Utahu Williamu Clarkovi Huntingtonovi a Emmě Elizabeth Boyerové. Když jí byly čtyři roky, přišla o sluch kvůli komplikacím způsobeným spálou. Vzhledem k tomu, že pro děti s postižením bylo málo vzdělávacích příležitostí, naučila se odezírat ze rtů nebo mluvit až později ve věku dospívání. Navzdory svému postižení nikdy nenavštěvovala školu pro neslyšící, ale získala „dobré vzdělání“ ve veřejných školách.:s.200
Její matka zemřela při porodu a její otec byl indický agent, který se nakonec znovu oženil a přestěhoval se do Kalifornie. Zdroje se neshodují v tom, zda po matčině smrti a přesídlení otce žila se svou babičkou nebo tetou a strýcem.:s.200 Jeden zdroj uvádí, že to byli příbuzní Huntingtonové, kdo ji povzbuzoval, aby se věnovala umění, zatímco jiný zdroj říká, že byla povzbuzována rodinou, se kterou žila ve Springville.:s.200

## Kariéra
Ve věku 24 let se Huntingtonová začala učit u místního fotografa George Edwarda Andersona.:s.199–200 Naučila se retušovat negativy, techniky temné komory a obecné fotografické dovednosti.:s.200 Během svého učení se stala díky svým úspěchům známou ve Springville.:s.200
Během spolupráce s Andersonem si koupila svůj první fotoaparát:s.200 a začala pořizovat osobní snímky své rodiny, přátel a každodenního života ve Springville. Tyto vytištěné fotografie ukládala do alb.:s.200
V roce 1903 si Huntingtonová a další Andersonův učeň Joseph Daniel Bagley založili vlastní studio. Neslo název Huntington and Bagley a nabízelo služby, jako jsou profesionální portréty a dokončovací práce. Podnikali více než 33 let. Huntingtonová a Bagley také cestovali po Utahu, aby fotografovali portréty a zakládali galerie a také fotografovali Indiány. Často byli viděni spolu cestovat na motorce.

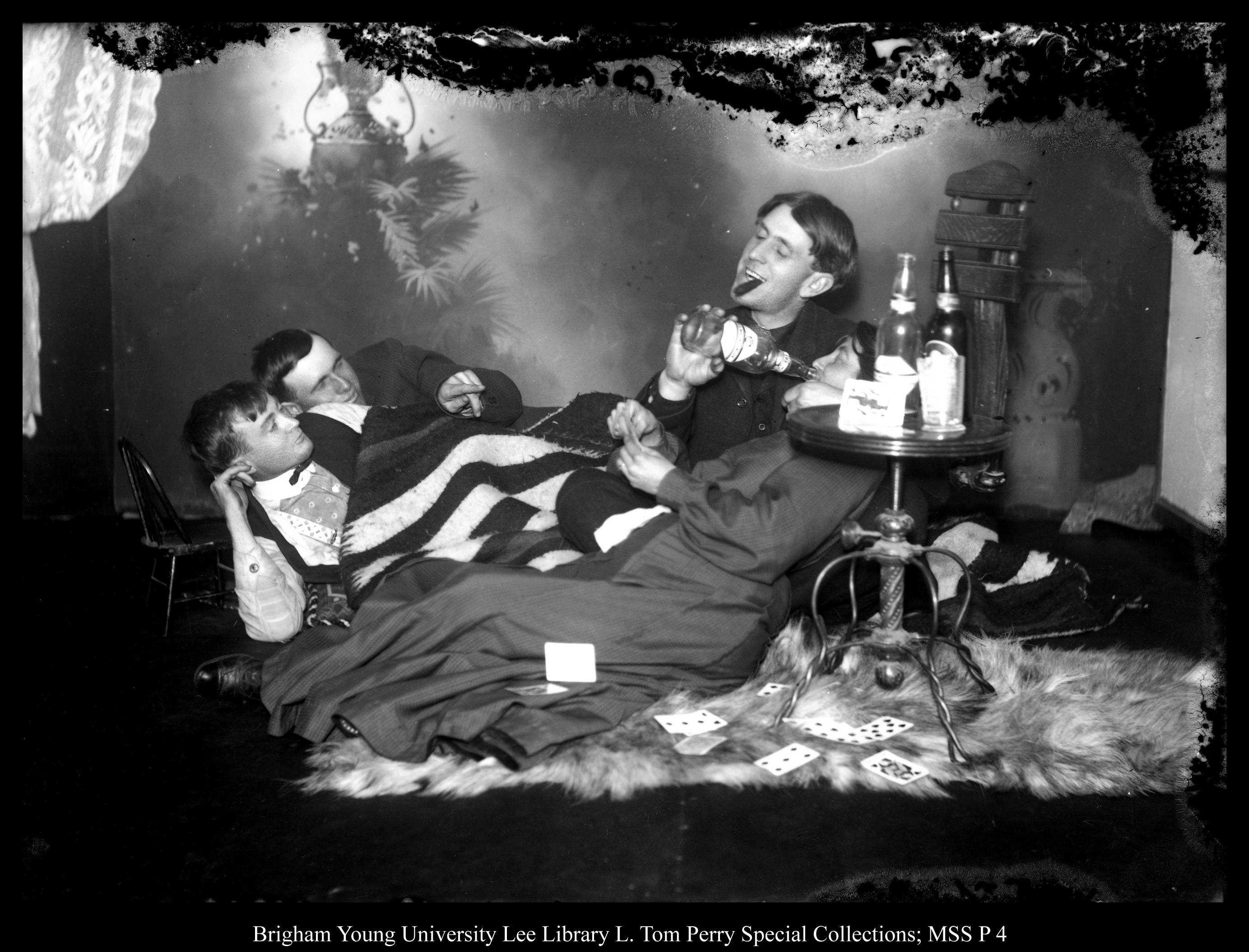
Fotografie pořízená Huntingtonovou společně s Bagleyem, na které jsou oni a dva neznámí muži. (Bagley drží láhev Huntingtonové u úst.)

Kolem roku 1939, několik let po Bagleyho smrti, Huntingtonová fotografické studio prodala.

### Styl
Jeden autor říká, že dědictví Bagleyho a Huntingtonové zůstává díky jejich „ochotě čelit, někdy těžce, bolesti a složitosti života“.:s.205 Práce Huntingtonové byla ve své době vnímána jako "neobvyklá". Její práce se skládala z fotografií každodenních událostí, jako jsou lidé v parku a hrající si děti.
Huntingtonová také líčila „temnější“ aspekty každodenního života, jako je nadměrné pití a rvačky. Její fotografie byly také inkluzivnější než práce jiných fotografů, protože její práce zahrnovaly fotografii muže s protetickýma nohama a jednou z nich, jak se obléká, a ve své práci kritizovala mužské názory na ženy.

## Sbírky
Díla autorky jsou uloženy ve stálých sbírkách Huntington Bagley Collection a Rell G. Francis Collection, obě na Univerzitě Brighama Younga; Springville Museum of Art, Mapleton, Utah Historical Photographs collection, Domestic Life Photograph Collection of the Utah State Historical Society, a v řadě dalších.

## Osobní život
Ve věku 68 let se Huntingtonová v květnu 1936 vdala za Bagleye (t.č. vdovec) při jednoduchém obřadu v jejich studiu. Bagley zemřel šest týdnů po jejich svatbě. Huntingtonová nikdy neměla žádné biologické děti a rozhodla se nevychovávat Bagleyho dvě děti z předchozího manželství. Celý život žila ve Springville v Utahu a zemřela ve věku 80 let v roce 1949. Je pohřbena na hřbitově Springville City Cemetery.
Kromě toho, že byla známá svými fotografiemi, byla Huntingtonová údajně zručná švadlena.:s.200

## Vybraná díla

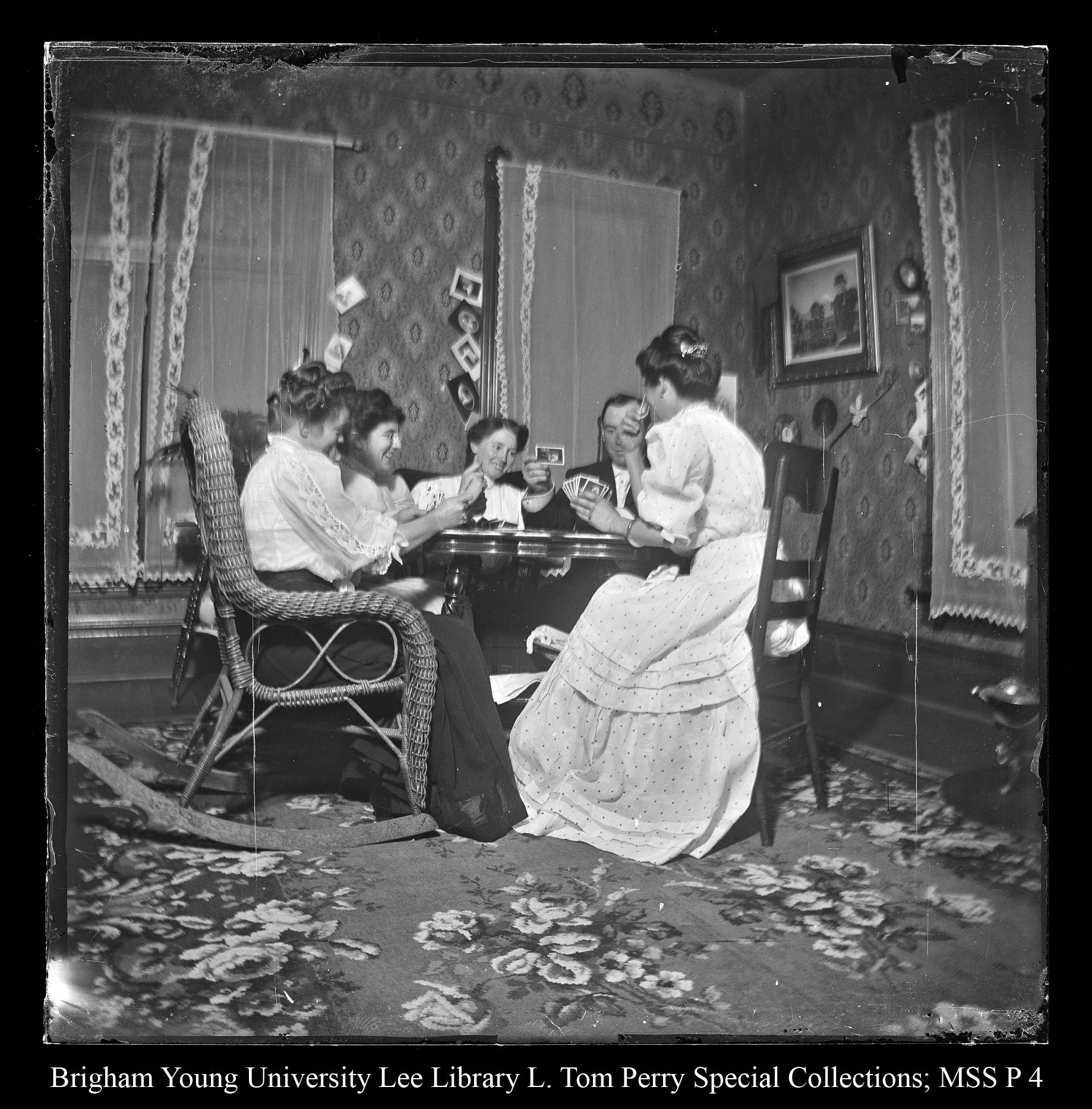
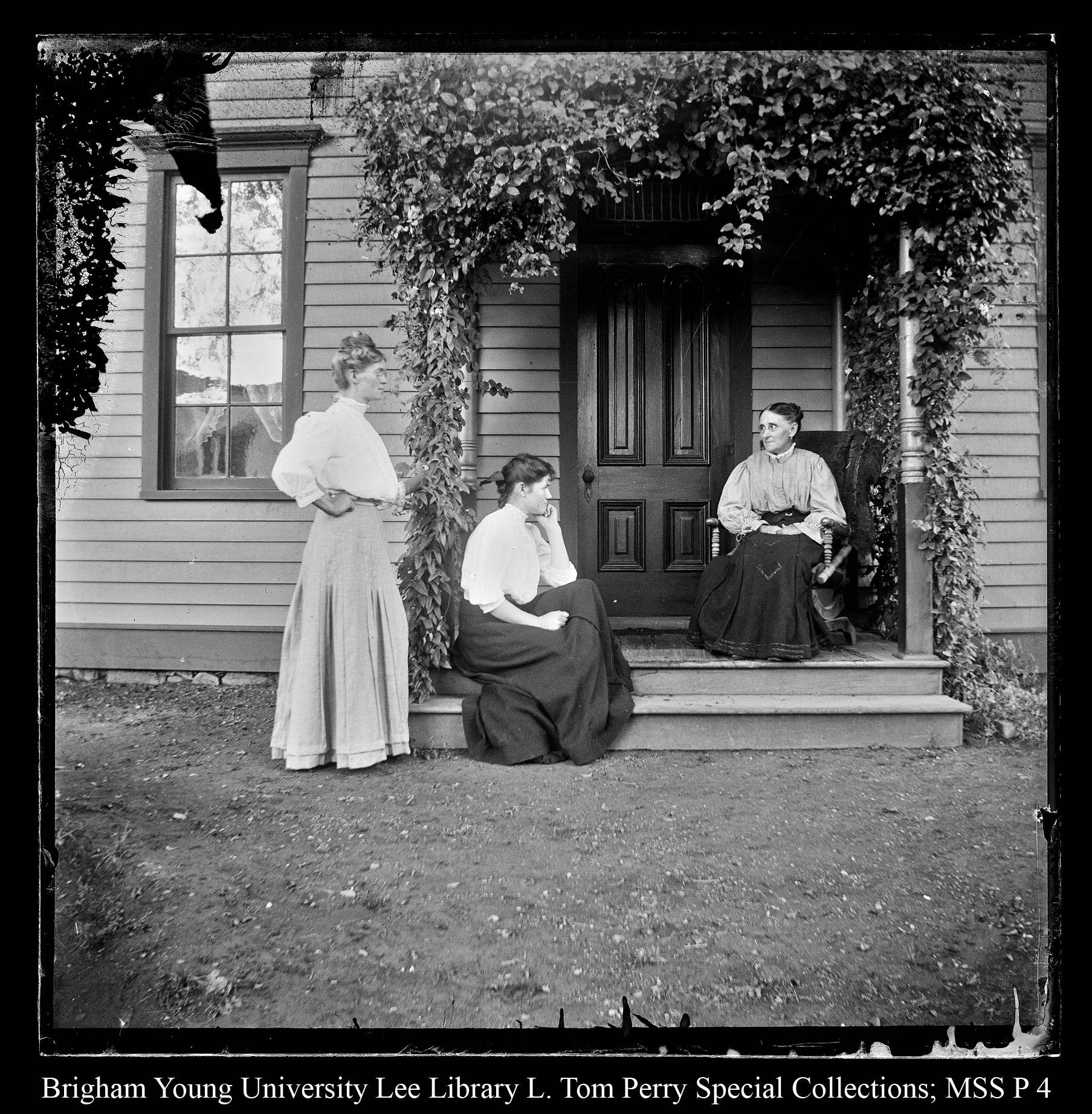
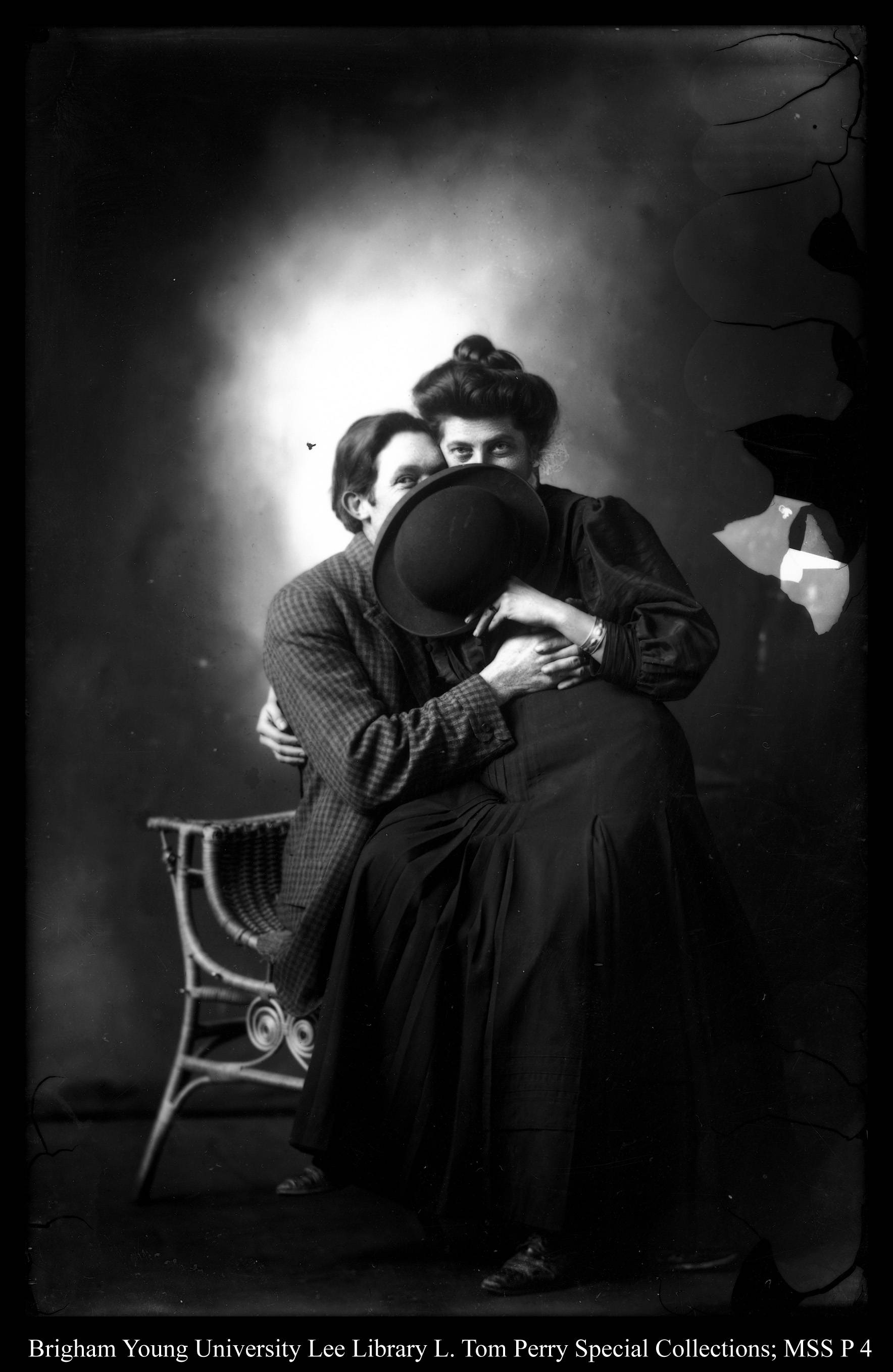
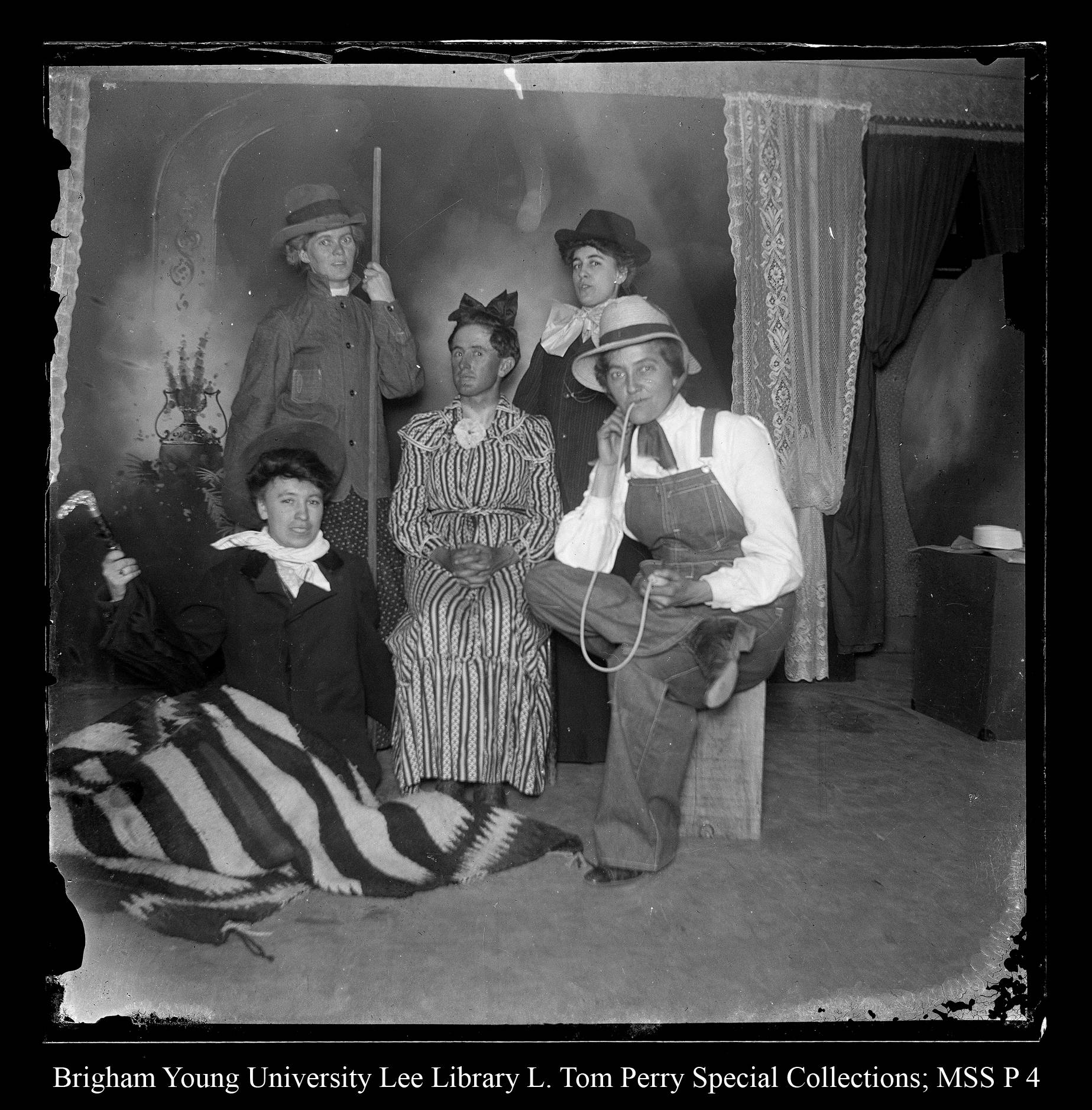